# L'Associé (film, 1996)
Pour les articles homonymes, voir L'Associé.
Pour plus de détails, voir Fiche technique et Distribution.
L'Associé est un film américain de Donald Petrie sorti en 1996. Ce film est un remake de L'Associé, film français réalisé par René Gainville, sorti en 1979.

## Synopsis
Travaillant dans le monde de la bourse, Laurel Ayres, brillante cadre apprend qu'elle est passée à côté d'une promotion par le simple fait... d'être une femme. Son collègue Frank devient alors son patron. Furieuse et fermement décidée à voir bouger les choses, elle claque la porte de son entreprise et tente de créer la sienne. Mais Laurel va très vite comprendre qu'une femme noire américaine n'est pas prise au sérieux dans le milieu de Wall Street. Aussi décide-t-elle de créer son propre associé, Robert S. Cutty, sexagénaire, requin de la finance et... blanc.
Laurel va ainsi, avec l'aide de sa dévouée secrétaire Sally Dugan, braver les hauts lieux de la finance et réaliser de nombreuses affaires financières en se faisant passer pour l'intermédiaire de Mr Cutty. Robert Cutty brille par son succès et devient alors la cible des médias et de la très curieuse Cindy Mason qui va tout faire pour découvrir qui est ce mystérieux Robert Cutty.
Camille Scott va tenter de séduire Cutty pour dénicher des informations qu'elle pourra porter à son patron Donald Fallon. Laurel se rend compte que la machine va trop loin et décide de se débarrasser de Cutty, mais trop tard elle sera en proie à de nombreux quiproquos.

## Fiche technique
- Titre : L'Associé
- Titre original : The Associate
- Réalisation : Donald Petrie
- Producteurs : Frederic Golchan, Adam Leipzig (en), Patrick Markey
- Musique : Christopher Tyng
- Scénario : Nick Thiel
- Pays :  États-Unis
- Langue : Anglais, Français
- Genre : Comédie
- Durée : 114 minutes
- Date de sortie : 
  - États-Unis : 25 octobre 1996
  - France : 28 mai 1997

## Distribution
- Whoopi Goldberg (VF : Maïk Darah ; VQ : Anne Caron) : Laurel Ayres
- Dianne Wiest (VF : Lucie Dolène ; VQ : Claudie Verdant) : Sally Dugan
- Tim Daly (VF : Renaud Marx ; VQ : Benoit Rousseau) : Frank Peterson
- Eli Wallach (VF : Jacques Richard) : Donald Fallon
- Bebe Neuwirth (VF : Marie-Brigitte Andréi ; VQ : Élise Bertrand) : Camille Scott, agent de change de Fallon
- Austin Pendleton (VF : Gilles Laurent) : Aesop Franklin
- Lainie Kazan : Cindy Mason
- George N. Martin (VF : Jean-François Laley) : Walter Manchester
- Lee Wilkof (en) : Bissel
- Kenny Kerr (VF : Patrick Guillemin) : Charlie
- Miles Chapin (en) (VF : Philippe Dumond) : Harry
- Helen Hanft : Mme Cupchick, la concierge de Laurel
- Željko Ivanek (VF : Pierre Dourlens) :  l'agent Thompkins de la SEC
- William Hill : l'inspecteur Templeton
- Colleen Camp (VF : Pascale Vital) : l'inspecteur Jones (créditée Colleen Camp Wilson)
- Jerry Hardin (VF : Jean-François Laley) : Harley Mason
- Frederick Rolf (VF : Marc Moro) : Carl Bode
- Allison Janney (VF : Sylvie Moreau ; VQ : Isabelle Miquelon) : Sandy
- Peter McRobbie : un cadre au club de strip-tease
- Jean De Baer (VF : Sylvie Moreau) : la responsable des prêts
- Louis Turenne (VF : Frédéric Cerdal) : le réceptionniste du Peabody Club
- George Morfogen : Frederick, le manager du Plaza
- Liana Pai (VF : Marie-Brigitte Andréi) : Charlotte, la réceptionniste du Plaza
- Lawrence Gilliard, Jr. : Thomas, le groom du Plaza
- Vincent Laresca : José, le serveur du Plaza
- Kathleen McClellan (en) : la petite amie de Frank
- Donald Trump : lui-même
- Johnny Miller (en) : lui-même